# 29. ročník udílení Zlatých glóbů
29. ročník udílení Zlatých glóbů se konal 6. února 1972 v hotelu Beverly Hilton v Beverly Hills, Los Angeles. Asociace zahraničních novinářů sdružených v Hollywoodu, která Zlatý glóbus uděluje, vyhlásila nominace 12. ledna 1972. Miss Golden Globe byla pro tento rok Pamela Powell, dcera herce Dicka Powella a herečky Joan Blondellové.
Nejvíce nominací posbíral černobílý dramatický film Poslední představení a to šest. Proměnil jednu. Nejvíce cen, tři, získalo Friedkinovo kriminální drama Francouzská spojka. Film získal ze čtyř nominací Glóbus za nejlepší dramatický snímek, nejlepší režii a nejlepší mužský herecký výkon. Historický film o skotské královně Marii Marie Stuartovna, královna Skotska získal pět nominací, avšak žádnou cenu.
Modelka a herečka Twiggy získala dvě ceny, za nejlepší ženský výkon v komedii / muzikálu a za objev roku. Textař Johnny Mercer vyhrál Glóbus druhý rok po sobě. Cenu Cecila B. DeMilla si odnesl mistr kriminálních příběhů Alfred Hitchcock.
V televizních kategoriích provedla Asociace několik změn. Poprvé v historii udělila Zlatý glóbus za nejlepší televizní film. U čtyřech hereckých kategoriích změnila Asociace názvy, které však byly použity pouze tento rok. Seriál All in the Family posbíral dvě ceny. Celkově však za jedenáct let, kdy byl tento komediální černobílý seriál vysílán, získal osm Glóbů z třiceti nominací.
Komediální herečka Carol Burnettová vyhrála třetí Glóbus za svůj televizní pořad The Carol Burnett Show. Celkově jich za tuto show získala pět.

## Vítězové a nominovaní

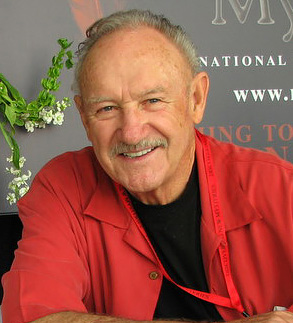
Nejlepší dramatický herec Gene Hackman

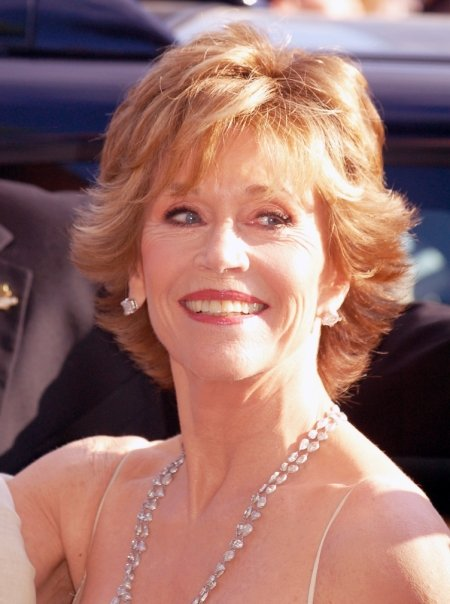
Nejlepší dramatická herečka Jane Fonda

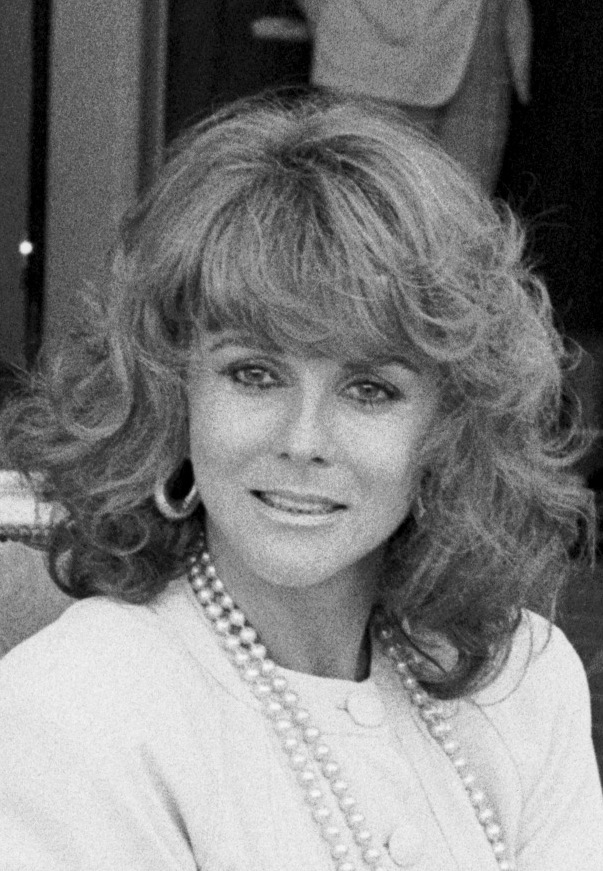
Nejlepší vedlejší herečka Ann-Margret

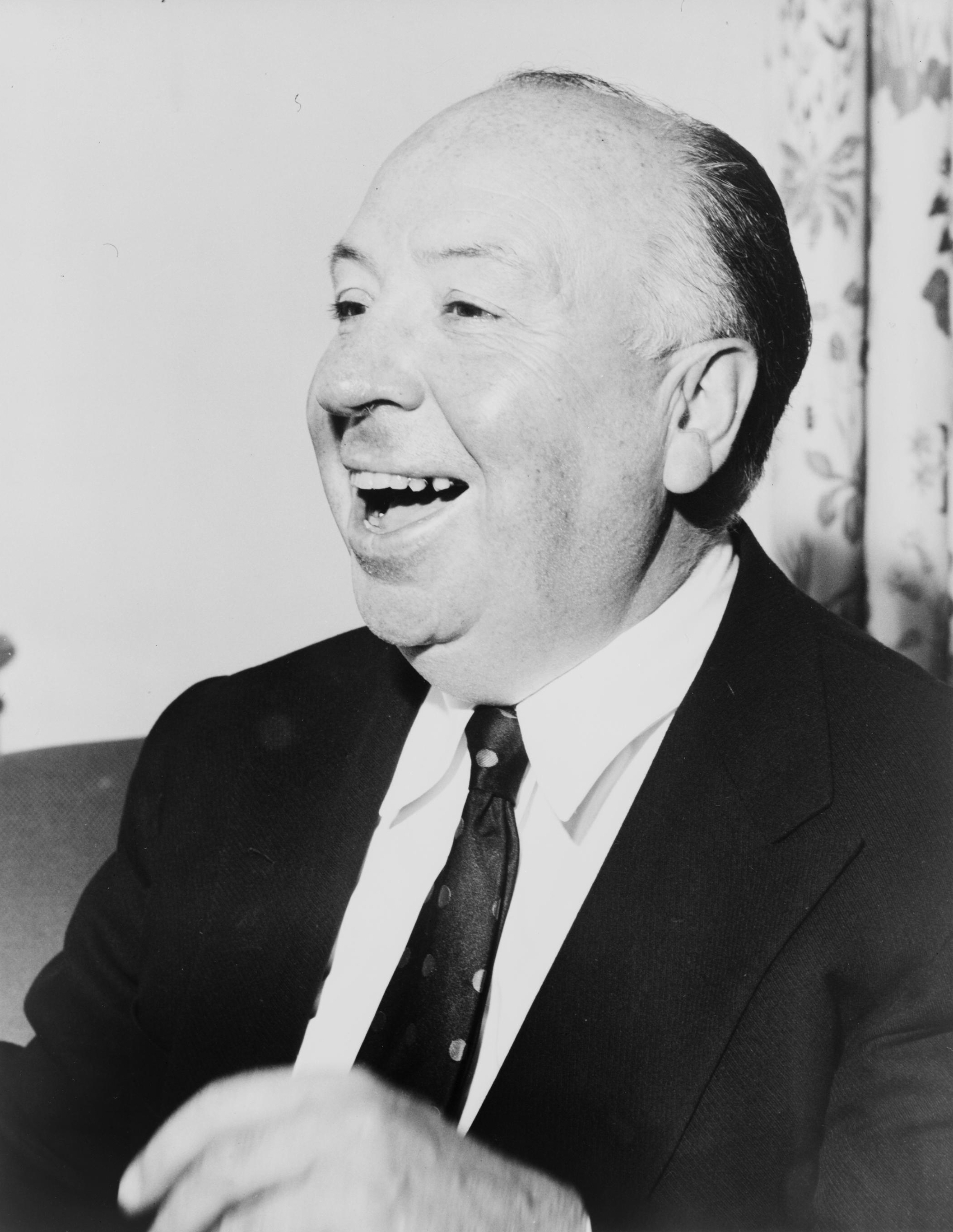
Držitel Ceny Cecila B. DeMilla Alfred Hitchcock

### Filmové počiny

#### Nejlepší film (drama)
- Francouzská spojka – producent Philip D'Antoni
- Mechanický pomeranč – producent Stanley Kubrick
- Poslední představení – producent Stephen J. Friedman
- Marie Stuartovna, královna Skotska – producent Hal B. Wallis
- Léto roku 1942 – producent Richard Roth

#### Nejlepší film (komedie / muzikál)
- Šumař na střeše – producent Norman Jewison
- The Boy Friend – producent Ken Russell
- Kotch – producent Richard Carter
- Nový list – producenti Hillard Elkins, Howard W. Koch, Joseph Manduke
- Apartmá v hotelu Plaza – producent Howard W. Koch

#### Nejlepší režie
- William Friedkin – Francouzská spojka
- Peter Bogdanovich – Poslední představení
- Norman Jewison – Šumař na střeše
- Stanley Kubrick – Mechanický pomeranč
- Robert Mulligan – Léto roku 1942

#### Nejlepší herečka (drama)
- Jane Fonda – Klute
- Dyan Cannon – Such Good Friends
- Glenda Jackson – Marie Stuartovna, královna Skotska
- Vanessa Redgrave – Marie Stuartovna, královna Skotska
- Jessica Walter – Zahrajte mi "MISTY"

#### Nejlepší herečka (komedie / muzikál)
- Twiggy – The Boy Friend
- Sandy Duncan – Star Spangled Girl
- Ruth Gordon – Harold a Maude
- Angela Lansburyová – Bedknobs and Broomsticks
- Elaine May – Nový list

#### Nejlepší herec (drama)
- Gene Hackman – Francouzská spojka
- Peter Finch – Mizerná neděle
- Malcolm McDowell – Mechanický pomeranč
- Jack Nicholson – Tělesné vztahy
- George C. Scott – Nemocnice

#### Nejlepší herec (komedie / muzikál)
- Topol – Šumař na střeše
- Bud Cort – Harold a Maude
- Dean Jones – The Million Dollar Duck
- Walter Matthau – Kotch
- Gene Wilder – Pan Wonka a jeho čokoládovna

#### Nejlepší herečka ve vedlejší roli
- Ann-Margret – Tělesné vztahy
- Ellen Burstynová – Poslední představení
- Cloris Leachmanová – Poslední představení
- Diana Riggová – Nemocnice
- Maureen Stapletonová – Apartmá v hotelu Plaza

#### Nejlepší herec ve vedlejší roli
- Ben Johnson – Poslední představení
- Tom Baker – Mikuláš a Alexandra
- Art Garfunkel – Tělesné vztahy
- Paul Mann – Šumař na střeše
- Jan-Michael Vincent – Going Home

#### Objev roku – herečka
- Twiggy – The Boy Friend
- Sandy Duncan – The Million Dollar Duck
- Cybill Shepherdová – Poslední představení
- Janet Suzman – Mikuláš a Alexandra
- Dolores Taylor – Billy Jack

#### Objev roku – herec
- Desi Arnaz – Red Sky At Morning
- Tom Baker – Mikuláš a Alexandra
- Timothy Bottoms – Johnny si vzal pušku
- Gary Grimes – Léto roku 1942
- Richard Roundtree – Detektiv Shaft
- John Sarno – The Seven Minutes

#### Nejlepší scénář
- Paddy Chayefsky – Nemocnice
- Ernest Tidyman – Francouzská spojka
- Andy Lewis, Dave Lewis – Klute
- John Paxton – Kotch
- John Hale – Marie Stuartovna, královna Skotska

#### Nejlepší hudba
- Isaac Hayes – Detektiv Shaft
- Gil Melle – Kmen Andromeda
- Michel Legrand – Le Mans
- John Barry – Marie Stuartovna, královna Skotska
- Michel Legrand – Léto roku 1942

#### Nejlepší filmová píseň
- „Life Is What You Make It“ – Kotch, hudba Marvin Hamlisch, text Johnny Mercer
- „Long Ago Tomorrow“ – Běsnící měsíc, hudba Burt Bacharach, text Hal David
- „Rain Falls Anywhere It Wants To“ – Africký slon, hudba Laurence Rosenthal, text Alan Bergman, Marilyn Bergman
- „Something More“ – Honky, hudba Quincy Jones, text Bradford Craig
- „Theme From Shaft“ – Detektiv Shaft, hudba a text Isaac Hayes

#### Nejlepší zahraniční film (v jiném než anglickém jazyce)
- Ha-Shoter Azulai – režie Ephraim Kishon, Izrael
- Klářino koleno – režie Eric Rohmer, Francie
- Konformista – režie Bernardo Bertolucci, Itálie
- Čajkovskij – režie Igor Talankin, Sovětský svaz
- Umřít na lásku – režie André Cayatte, Francie

#### Nejlepší zahraniční film (v anglickém jazyce)
- Mizerná neděle – režie John Schlesinger, Velká Británie
- Africký slon – režie Simon Trevor, Velká Británie
- Friends – režie Lewis Gilbert, Velká Británie
- Posel – režie Joseph Losey, Velká Británie
- Běsnící měsíc – režie Bryan Forbes, Velká Británie
- Červený stan – režie Michail Kalatozov, Itálie / Sovětský svaz

### Televizní počiny

#### Nejlepší televizní seriál (drama)
- Mannix
- Marcus Welby, M.D.
- Medical Center
- The Mod Squad
- O'Hara, U. S. Treasury

#### Nejlepší televizní seriál (komedie / muzikál)
- All in the Family
- The Carol Burnett Show
- The Flip Wilson Show
- The Mary Tyler Moore Show
- The Partridge Family

#### Nejlepší televizní film
- The Snow Goose
- Brianova píseň
- Duel
- The Homecoming: A Christmas Story
- The Last Child

#### Nejlepší herečka v seriálu (drama) nebo TV filmu
- Patricia Neal – The Homecoming: A Christmas Story
- Lynda Day George – Mission: Impossible
- Peggy Lipton – The Mod Squad
- Denise Nicholas – Room 222
- Susan Saint James – McMillan and Wife

#### Nejlepší herečka v seriálu (komedie / muzikál) nebo TV filmu
- Carol Burnettová – The Carol Burnett Show
- Lucille Ball – Here's Lucy
- Shirley Jones – The Partridge Family
- Mary Tyler Moore – The Mary Tyler Moore Show
- Jean Stapleton – All in the Family

#### Nejlepší herec v seriálu (drama) nebo TV filmu
- Robert Young – Marcus Welby, M.D.
- Raymond Burr – Ironside
- Mike Connors – Mannix
- William Conrad – Cannon
- Peter Falk – Columbo

#### Nejlepší herec v seriálu (komedie / muzikál) nebo TV filmu
- Carroll O'Connor – All in the Family
- Herschel Bernardi – Arnie
- Jack Klugman – The Odd Couple
- Dick Van Dyke – The New Dick Van Dyke Show
- Flip Wilson – The Flip Wilson Show

#### Nejlepší herečka ve vedlejší roli (seriál)
- Sue Ane Langdon – Arnie
- Amanda Blake – Gunsmoke
- Gail Fisher – Mannix
- Sally Struthers – All in the Family
- Lily Tomlin – Rowan & Martin's Laugh-In

#### Nejlepší herec ve vedlejší roli (seriál)
- Ed Asner – The Mary Tyler Moore Show
- James Brolin – Marcus Welby, M.D.
- Harvey Korman – The Carol Burnett Show
- Rob Reiner – All in the Family
- Milburn Stone – Gunsmoke

### Zvláštní ocenění

#### Henrietta Award (Oblíbenci světového filmu)
- herečka Ali MacGraw
- herec Charles Bronson
- herec Sean Connery

#### Cena Cecila B. DeMilla
- Alfred Hitchcock